# Wolfgang Stolper
Wolfgang Stolper (13 mai 1912 - 31 mars 2002) est un économiste américain d'origine autrichienne. Il est connu pour avoir apporté une contribution importante à la théorie du commerce international avec Paul Samuelson en le théorème de Stolper-Samuelson.

## Biographie

### Jeunesse et études
Wolfgang Friedrich Stolper est né à Vienne en 1912. Il est le fils aîné des économistes Gustav et Toni Stolper. En 1925, la famille Stolper déménage à Berlin puis émigrent aux États-Unis en 1933. 
Il étudie le droit à l'université de Berlin, puis le droit et l'économie à l'université de Bonn, où Joseph Alois Schumpeter est son enseignant. Il ne finit pas ses études à Bonn car ses parents fuient l'Allemagne nazie, et est transféré à l'université Harvard. En 1938, Stolper obtient un doctorat en économie à Harvard.

### Parcours professionnel
De 1938 à 1943, Stolper est Professeur Assistant d'Economie à l'université de Swarthmore. En 1945, il participe au Strategic Bombing Survey en Europe. 
Depuis 1949, Stolper était un professeur d'économie à l'université du Michigan, Ann Arbor. Il interrompt ses enseignements en 1958 et 1959 pour mener une recherche sur l'économie de l'Allemagne de l'Est au Massachusetts Institute of Technology.
En 1962, Stolper est désigné chef d'une équipe d'économistes de l'ONU envoyée à Malte pour assurer une assistance technique au développement à l'île.
Il devient en 1986 le cofondateur de la société internationale Joseph A. Schumpeter.

## Travaux
Avec Paul A. Samuelson, il est l'auteur du théorème Stolper-Samuelson, une théorie majeure du commerce international.  
Wolfgang Stolper a également traduit un article de Nikolaï Kondratiev en anglais à la demande de Schumpeter. 